# Megacerus leucospilus
Megacerus leucospilus är en skalbaggsart som först beskrevs av Sharp 1885.  Megacerus leucospilus ingår i släktet Megacerus och familjen bladbaggar. Inga underarter finns listade i Catalogue of Life.